# Beaconsfield (Quebec)
Beaconsfield és un municipi de l'aglomeració de Montreal, dins la província canadenca del Quebec. Amb una superfície de 10,64 km², Beaconsfield es troba a l'oest de l'illa de Montreal, limitant amb els municipis de Baie-d'Urfé, Sainte-Anne-de-Bellevue, Kirkland i Pointe-Claire.
El municipi pren el seu nom de Benjamin Disraeli, primer comte de Beaconsfield, que fou primer ministre del Regne Unit a finals del segle xix.

## Població
Segons el cens de 2001, la població de Beaconsfield era de 19 310 habitants. En el cens anterior, el de 1996, el nombre d'habitants de Beaconsfield era de 19 414, cosa que representa que entre 1996 i 2001 la població d'aquest municipi es va reduir en un 0,5%.
Aquesta tendència, però, sembla haver-se trencat, ja que segons fonts del Comitè de transició de l'aglomeració de Montreal, citant dades del Govern quebequès, la població del municipi, l'any 2004, era de 20 035 habitants.
Tradicionalment, Beaconsfield, com d'altres municipis de l'oest de l'illa de Montreal, ha estat residència de ciutadans de parla anglesa. Segons les dades proporcionades pel cens de 2001, l'anglès continua sent-hi la llengua materna majoritària.
| Llengua materna  | Percentatge |
| ---------------- | ----------- |
| Anglès           | 55,26%      |
| Francès          | 26,00%      |
| Anglès i francès | 1,62%       |
| Altres llengües  | 17,12%      |

## Administració local
La comunitat de Beaconsfield, que havia romàs un municipi independent del de Montreal des de la seva fundació, va esdevenir un barri de la ciutat de Montreal l'1 de gener de 2002, com a conseqüència d'una llei de l'Assemblea Nacional del Quebec. En aquesta data, va entrar en vigor la llei que establia la fusió de tots els municipis situats a l'illa de Montreal, així com algunes illes adjacents, que componien fins aleshores la Comunitat Urbana de Montreal, amb la ciutat vella.
Aquesta fusió, però, no fou ben rebuda per la població de tots els nous barris de Montreal, especialment en el cas d'aquelles comunitats de majoria anglòfona com Beaconsfield. Posteriorment, amb l'accés dels liberals al govern quebequès, es va organitzar un referèndum sobre la segregació dels municipis fusionats. Aquesta consulta va tenir lloc el 20 de juny de 2004 a Beaconsfield i a uns altres vint-i-un antics municipis. D'aquests, quinze (entre ells Beaconsfield) van votar a favor de tornar a ser municipis independents. Aquest segregació va entrar en vigor l'1 de gener de 2006.
Ara bé, Beaconsfield no ha recuperat totes les competències de què disposava abans de la fusió. Algunes competències, anomenades competències d'aglomeració, són gestionades pel Consell d'Aglomeració, format per la ciutat de Montreal i els municipis segregats.
Bob Benedetti n'és l'actual batlle i juntament amb els sis consellers municipals (un per cada districte en què es divideix Beaconsfield) formen el Consell municipal, el principal òrgan director i decisori de la ciutat.